# Germain de Talloires
Pour les articles homonymes, voir Saint Germain et Germain.
Bienheureux Germain de Talloires ou Germain de Montfort est un saint et ermite savoyard, premier prieur de l'abbaye de Talloires du XIe siècle. Il est fêté le 28 ou le 29 octobre.

## Biographie
Originaire du Luxembourg, plus surement de Flandres, soit de Montfort ou de Tirlemont près de la ville de Malines,, il étudie la théologie à l'Université de Paris.
La tradition rapport qu'il fait ses étude de théologie à Paris, puis qu'il fut précepteur du futur saint, Bernard de Menthon avant de devenir moine,.
Il devient moine à l'abbaye de Savigny. L'abbé bénédictin Itier ou Itier (1018-1044) de Savigny (attestée en 817) envoie quatre moines : Ismius, Ismidon, Germain et son frère Ruph pour fonder l'abbaye de Talloires vers 1018-1020,.
Son travail achevé, il serait parti en pèlerinage en terre sainte et à son retour, il s'installe dans une grotte située dans une falaise, en dessous de l'actuel ermitage, au-dessus de Talloires et du lac d'Annecy, vers 1033. La grotte est devenue un lieu de pèlerinage et une chapelle a été édifiée. Il décède vers 1066 ou 1080 âgé de 96 ans.

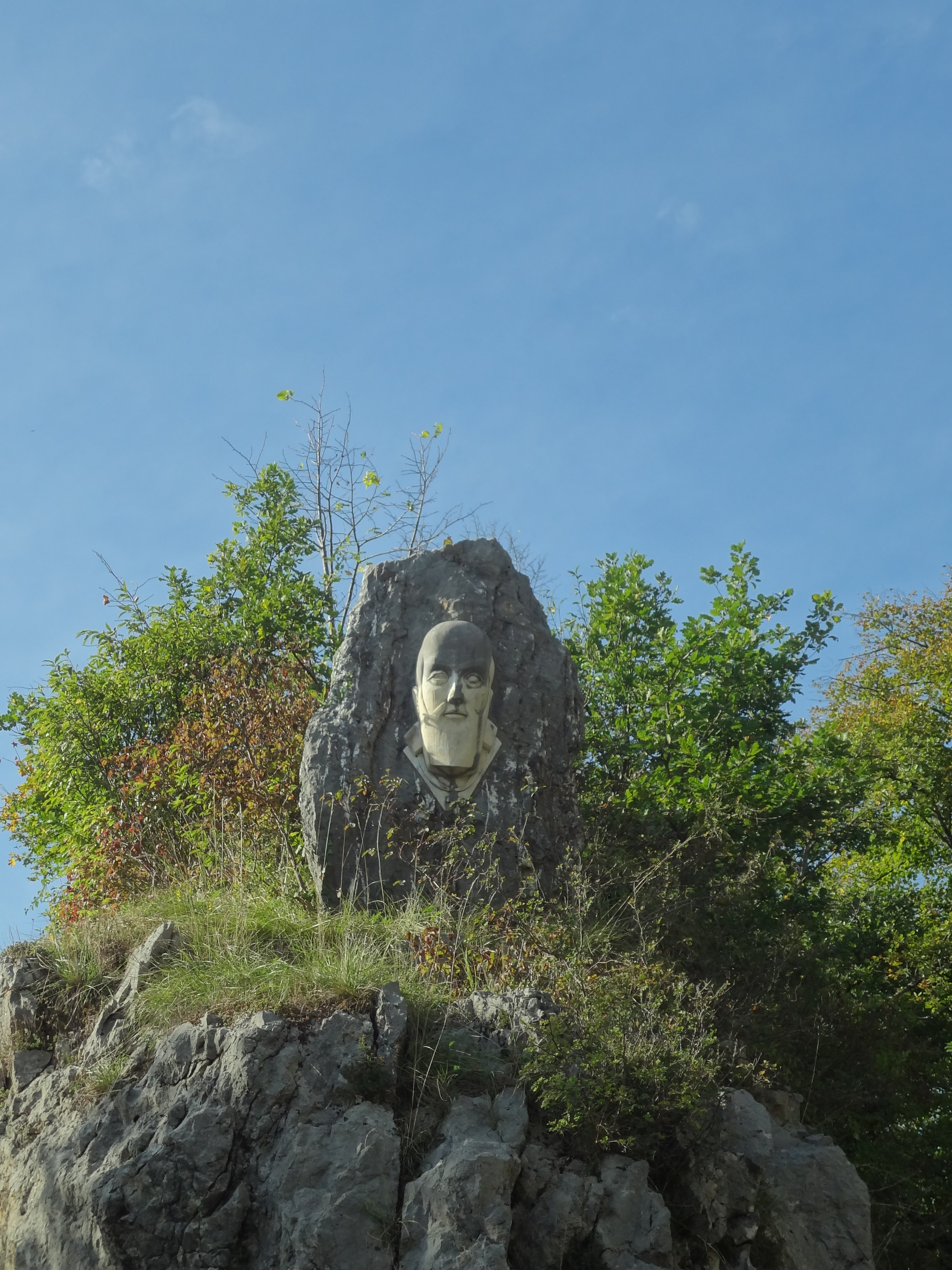
Portrait de saint François de Sales en bas-relief au niveau du tunnel de l'Ermitage.
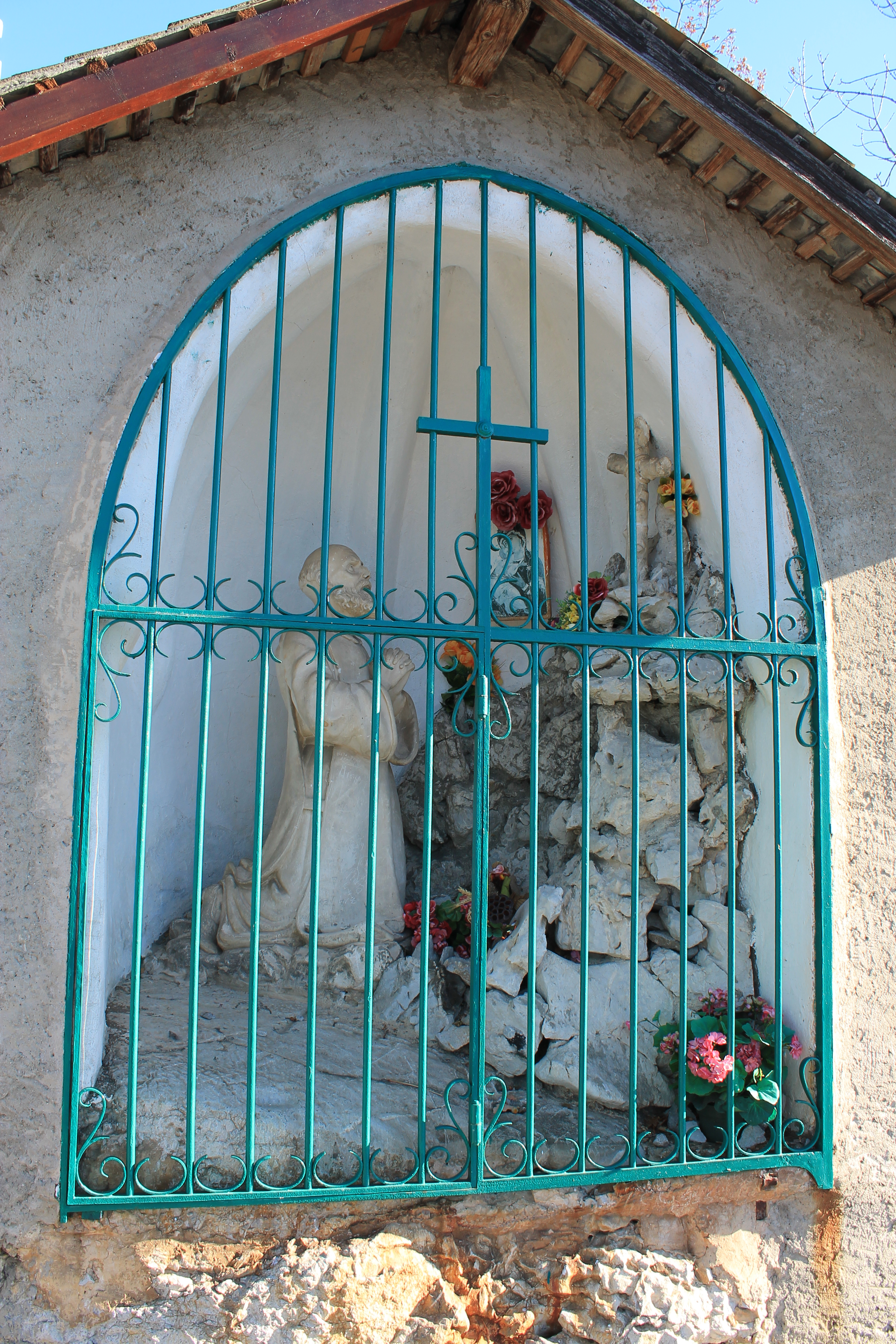
Oratoire sur le chemin menant à la chapelle.
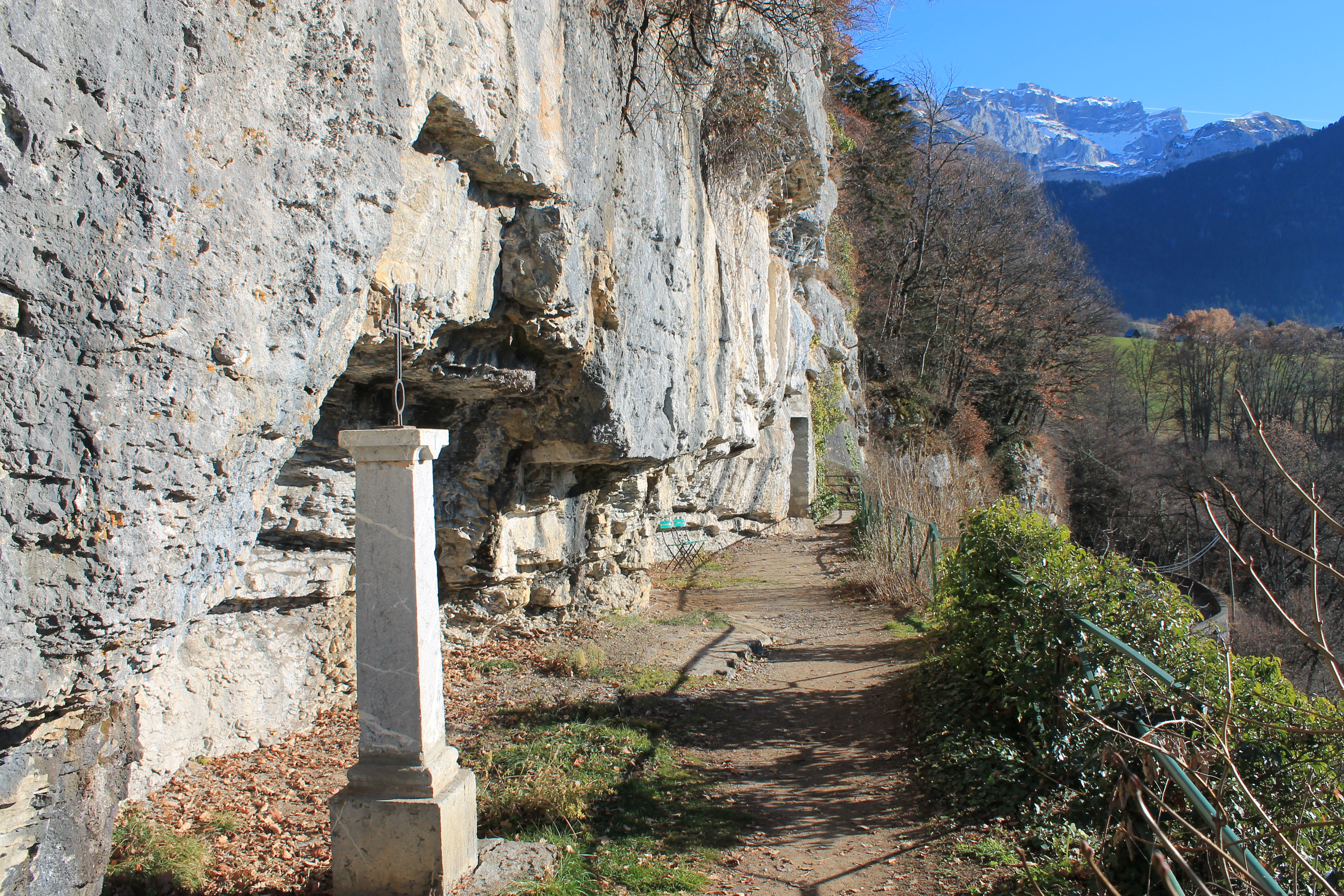
Chemin d'accès à la grotte
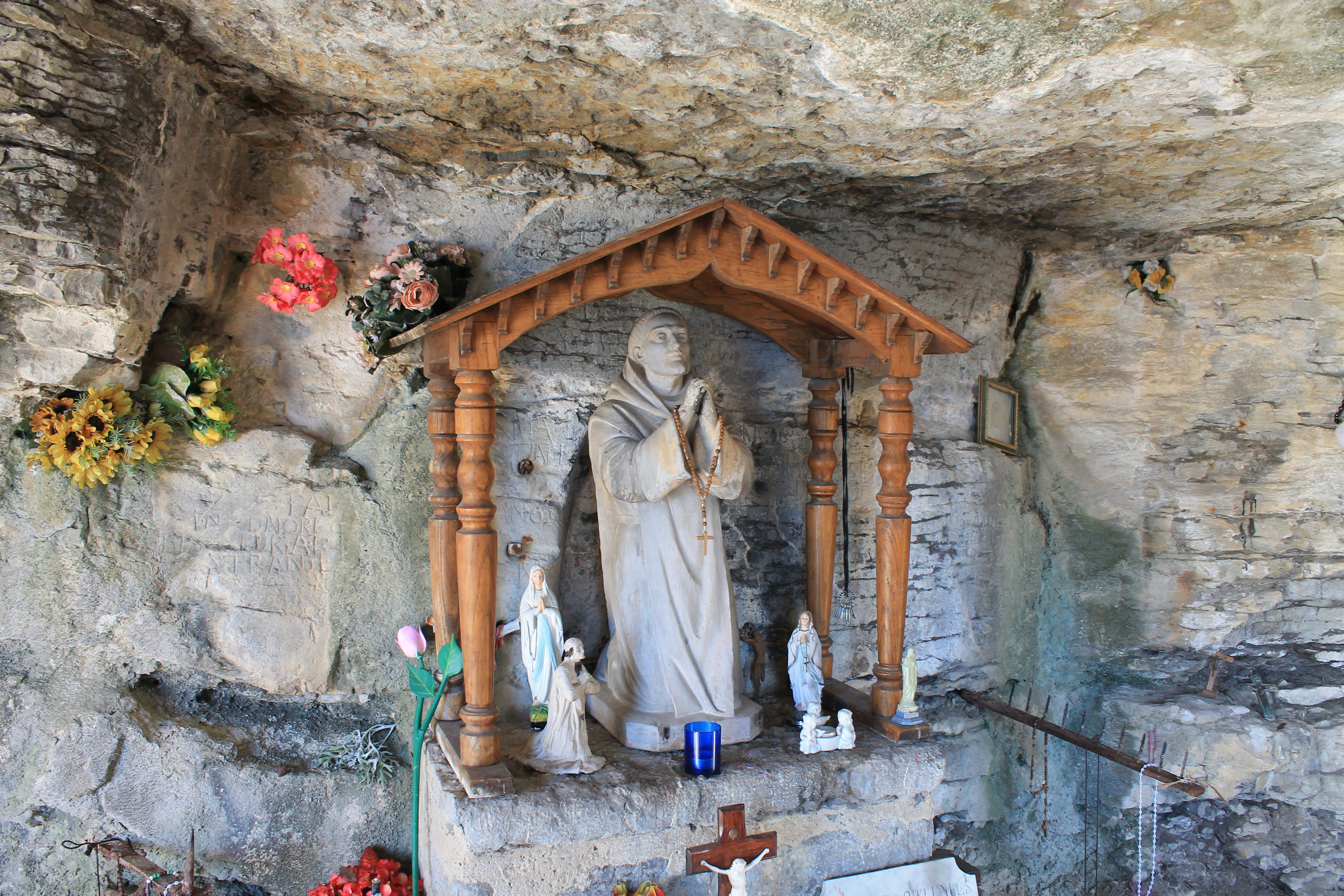
Intérieur de la grotte.

Il est le frère de saint Ruph, qui lui succède à la tête de l'abbaye, et deviendra lui aussi ermite.

## Culte et pèlerinage
La grotte où il s'est retiré fait l'objet d'un culte religieux avec l'installation au dessus d'un oratoire puis d'une chapelle où se rendent des pèlerins depuis le XIIe siècle.
Le 28 octobre 1621, les reliques de l'ermite sont enchâssées par l'évêque de Genève, François de Sales et son frère, Jean-François de Sales,. Ce dernier songe à terminer sa vie dans l'ermitage, voulant suivre le modèle de Germain. Les reliques sont cachées durant la période révolutionnaire. La chapelle tombe en ruines. Les reliques du saints sont retrouvées en 1830 et une nouvelle chapelle est édifiée. Celle-ci est consacrée en 1838, l'évêque d'Annecy, Pierre-Joseph Rey.
Son culte est confirmé le 9 mai 1889 par le pape Léon XIII qui procède à sa canonisation équipollente.
Saint Germain est fêté le 28 octobre (« pour éviter la coïncidence avec la fête des saints Simon et Jude, le 29 »),. La fête aurait été transférée depuis le 29,,, mais sur le site de la Conférence des Évêques de France, sa mémoire est toujours enregistrée au 28 octobre.